# Ейтор Инги Гюнлехсон
В това исландско име първите 2 думи са лично име, а последната е презиме.
Ейтор Инги Гюнлехсон (на исландски: Eyþór Ingi Gunnlaugsson; род. 29 май 1989 година в гр. Далвик, регион Нордурланд-Ейстра, Исландия) е исландски музикален изпълнител, който свири в стил инди рок и алтернативен рок.

## Биография
Ейтор израства в малкото рибарско градче Далвик, Северна Исландия. Музиката е важна част от детството му. Още в детската градина обича да си тананика песни на Елвис Пресли, които е слушал у дома на стария грамофон на родителите си. Като ученик започва да се изявява в театрите „Далвикюр“ (Leikfélags Dalvíkur) и „Акюрейрар“ (Leikfélagi Akureyrar), където участва в мюзикъла „Оливър Туист“. В училищна постановка изпълнява ролята на Исус Христос в рок-операта „Исус Христос суперзвезда“. През 2007 година участва на първия национален песенен конкурс за студенти в Исландия, където печели голямата награда. Година по-късно, вече на 18, побеждава и в телевизионното шоу „Бандата на Буба“ („Bandið hans Bubba“) по Канал 2. Оттогава започва истинската му музикална кариера и той често се появява в различни телевизионни програми. Канят го и като изпълнител, и като композитор.

## Музикална кариера
През 2010 година Ейтор участва в музикъла „Роки хорър“, поставен в театър „Акюрейрар“, където е в ролята на Риф Раф. За това си изпълнение е номиниран на годишните театрални награди "Гримюнар. През следващата година изпълнява и ролята на Бергер в мюзикъла „Сребърна луна“. Канят го и за главната роля на Мариус в постановката „Клетниците“ на театър „Весалингьонум“ през сезон 2011-2012 г.
Ейтор е участвал в няколко групи, сред които най-известна в Исландия е „Елдберг“, с които през 2012 издава дебютния им албум. През 2010 година той е бил и солист на група „Тодмобил“ и пее в албума им „7“, издаден през 2011 година. Ейтор е един от гостите на почетния концерт в памет на Фреди Меркюри в една от големите концертни зали в Рейкявик – „Харпа“ , както и на концерт на „Бонд“ с Исландския симфоничен оркестър.
Ейтор споделя, че се вдъхновява от музиката на Джеф Бъкли, но е голям поклонник и на Дейвид Бауи, Том Йорк, Иън Гилън и Фреди Меркюри. В началото на 2013 година Ейтор работи по своя първи соло албум.

## Евровизия
През 2013 година Ейтор Гюнлехсон е избран да представя Исландия на фестивала „Евровизия 2013“ с песента „Ég á líf“ (произношение: /йег а лиф/ – от исландски: Имам един живот) Неин композитор е Орлигур Смаури, който вече има в кариерата си четири написани песни за фестивала – негови са композициите, с които Исландия участва на „Евровизия 2000“, „Евровизия 2008“ и „Евровизия 2010“. Негов съавтор е Петур Орн Гудмундсон, който се е появявал на фестивала като беквокалист на исландските участници през 2000, 2006, 2008, 2010 и 2012 години. Беквокалите в „Имам един живот“ са отново на Петур, като там свири на акустична китара, бузуки, пиано и перкусии. Цигулките са изсвирени от Грета Саломе, която представя Исландия на „Евровизия 2012“. Партиите на електрическата и бас-китара са изсвирени от Ейнар Тор Йохансон, а ирландските гайди – от Мартин Кросин.
„Ég á líf“ става безапелационен победител на „Söngvakeppni sjónvarpsins“ – вътрешния финал за избор на песен за „Евровизия“, получавайки една трета от гласовете във финала и две трети в суперфинала. Ейтор решава да изпълни песента си на исландски, за да ѝ предаде повече мистика и обаяние.

## Сингли
- „Hjartað þitt“ (Твоето сърце) (2008)
- „Þá kem ég heim“ (След това се завърнах у дома) (2011)
- „Desemberljóð“ (2011)
- „Ég á líf“ (Имам един живот) (2013)